# Rongsharia dispersa
Rongsharia dispersa is een hooiwagen uit de familie Sclerosomatidae.